# Ford County (Kansas)
Ford County is een county in de Amerikaanse staat Kansas.
De county heeft een landoppervlakte van 2.845 km² en telt 32.458 inwoners (volkstelling 2000). De hoofdplaats is Dodge City.

## Bevolkingsontwikkeling

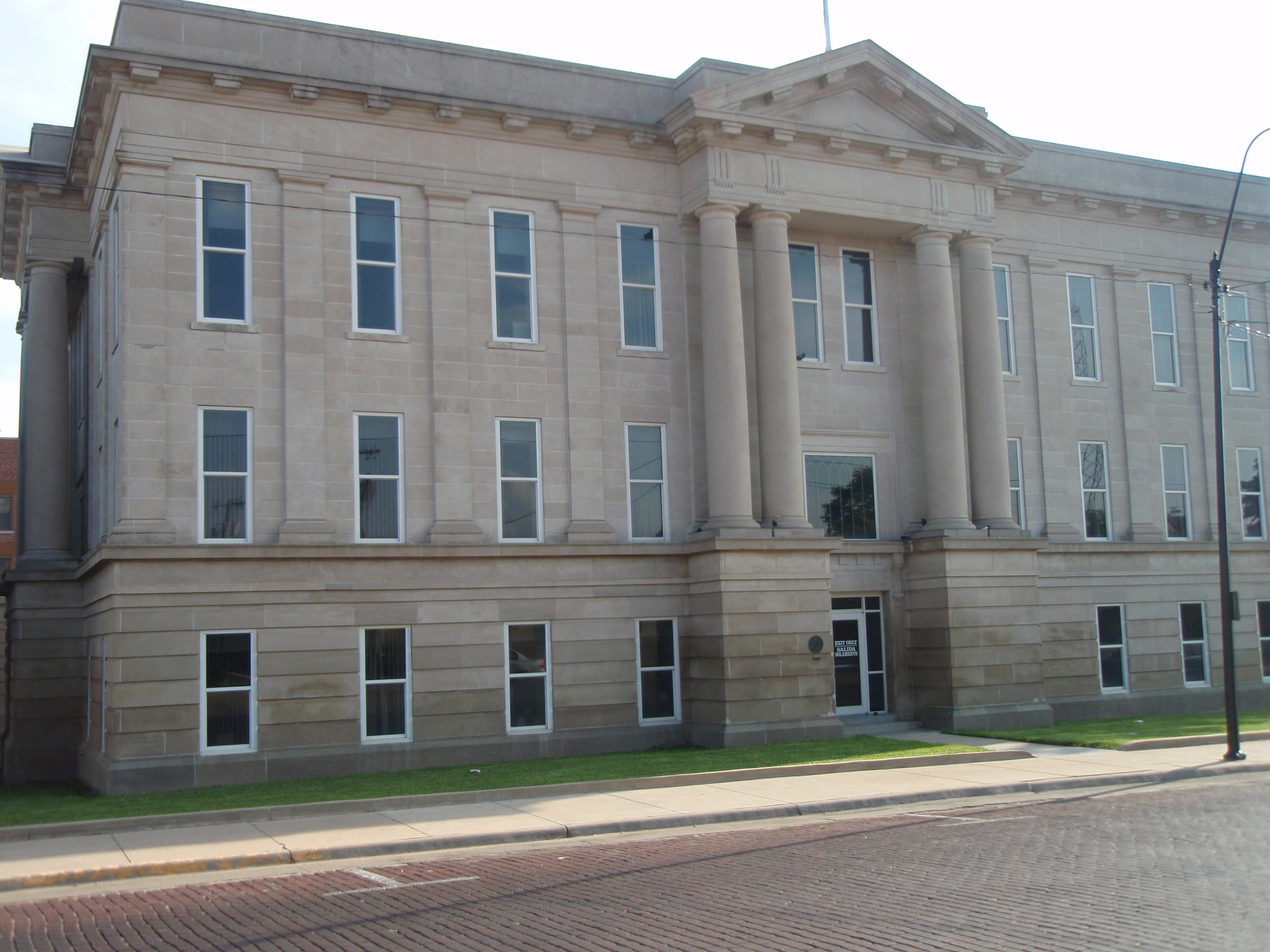
Ford County Courthouse